# ناو ویسکایا
ناو ویسکایا (به انگلیسی: Spanish cruiser Vizcaya) یک کشتی بود که طول آن ۳۶۴ فوت ۰ اینچ (۱۱۰٫۹۵ متر) بود. این کشتی در سال ۱۸۹۱ ساخته شد.